# WASP-93
WASP-93 — одиночная звезда в созвездии Кассиопеи на расстоянии приблизительно 815 световых лет (около 250 парсеков) от Солнца. Вокруг звезды обращается, как минимум, одна планета.

## Характеристики
WASP-93 — жёлто-белый карлик спектрального класса F4V. Видимая звёздная величина звезды — +10,97m. Масса — около 1,334 солнечной, радиус — около 1,524 солнечного. Эффективная температура — около 6696 K, металличность звезды оценивается как 0,06.

## Планетная система
В 2016 году у звезды обнаружена планета (WASP-93 b).